# Emilio Tomás
Emilio Tomás (Formosa, Argentina, 20 de mayo de 1915 - Buenos Aires, Argentina, 24 de junio de 1984) fue un político y vicegobernador de la Provincia de Formosa en el mandato de Luis Gutnisky y segundo gobernador a la muerte de Gutnisky.

## Biografía
Nació en Formosa, el 20 de mayo de 1915, hijo del comerciante Nicolás Tomás y de María Blanca Borroni, oriunda de Misiones. Fueron sus hermanos Pedro, Miguel, Antonio, David, Victoria, Héctor y María del Carmen.
En su juventud se trasladó a Córdoba para cursar estudios universitarios, los cuales abandonó. Poseía una explotación ganadera que su padre tenía al sudoeste de Comandante Fontana. Tras casarse con Adela Quinteros se radicó en Comandante Fontana como gerente una de la casa de comercio Guaraní SRL, sus hijos fueron Emilio Juan José y María Teresa.
Hacia 1955 se divorció y luego se casó con Ilda Nélida Gauto, unión de la cual nacieron Blanca del Carmen (25 de diciembre de 1958) y Alfredo Guillermo (27 de mayo de 1968).
Afiliado a la Unión Cívica Radical (UCR), se encolumnó tras la UCR Intransigente liderada por Arturo Frondizi, luego de la escisión producida en ese partido en la convención realizada en Tucumán.
Emilio Tomás fue uno de los convencionales constituyentes que en 1957 aprobaron la constitución de Formosa y en los comicios del 23 de febrero de 1958 acompañó la fórmula de Luis Gutnisky, asumiendo el 1 de mayo de ese año como primer vicegobernador de su provincia.
El 30 de diciembre de 1959 Gutnisky falleció al sufrir un accidente el avión en que viajaba y Emilio Tomás juró como Gobernador de Formosa.Durante su gobierno se produjo una sequía, que agravó los conflictos sociales en la provincia junto a la aparición de conflictos violentos por la tenencia de tierras.
Unos días antes del cumplimiento de su mandato, un golpe de Estado contra el gobierno nacional,  Formosa fue intervenida y la conducción de la provincia fue encomendada al coronel Augusto Sosa Laprida. 
Pocos meses después Emilio Tomás abrió un pequeño negocio en Brandsen y San Martín en sociedad con su hermano Antonio. [cita requerida]Fue luego presidente de la Caja de Previsión Social y director general de Personal de la provincia.
Activo militante del M.I.D. (Movimiento de Integración y Desarrollo), fue parte fundamental en el acercamiento que tuviera dicho partido con el Partido Justicialista para las elecciones de 1983. En esa oportunidad declinó el ofrecimiento de postularse para una banca de Senador Nacional en representación de la provincia.
Era visitante asiduo del expresidente Arturo Frondizi, quien se encontraba recluido en su departamento por su deteriorada salud.
En 1981 el Instituto Provincial de la Vivienda le asignó una vivienda en el Barrio "El Resguado", que fue su residencia hasta el final de sus días. En 1979 fue trasladado con una seria afección del colon a la ciudad de Buenos Aires e internado en el Hospital Udaondo, siendo intervenido quirúrgicamente el 19 de octubre de 1979 con éxito. El 24 de junio de 1984 falleció como consecuencia de un problema cardíaco.